# 懷爾德·潘菲爾德
懷爾德·潘菲爾德（英語：Wilder Penfield，1891年1月26日—1976年4月5日）OM CC CMG FRS，美國裔加拿大籍神經外科醫生。他擴展了腦部手術的方法和技術，包括繪製大腦各個區域的功能，例如皮質小人。他對神經刺激科學有重要貢獻，包括幻覺、錯覺，和似曾相識。潘菲爾德大部分理論是思維過程，包括思考靈魂是否存在的科學證據。

## 遺產

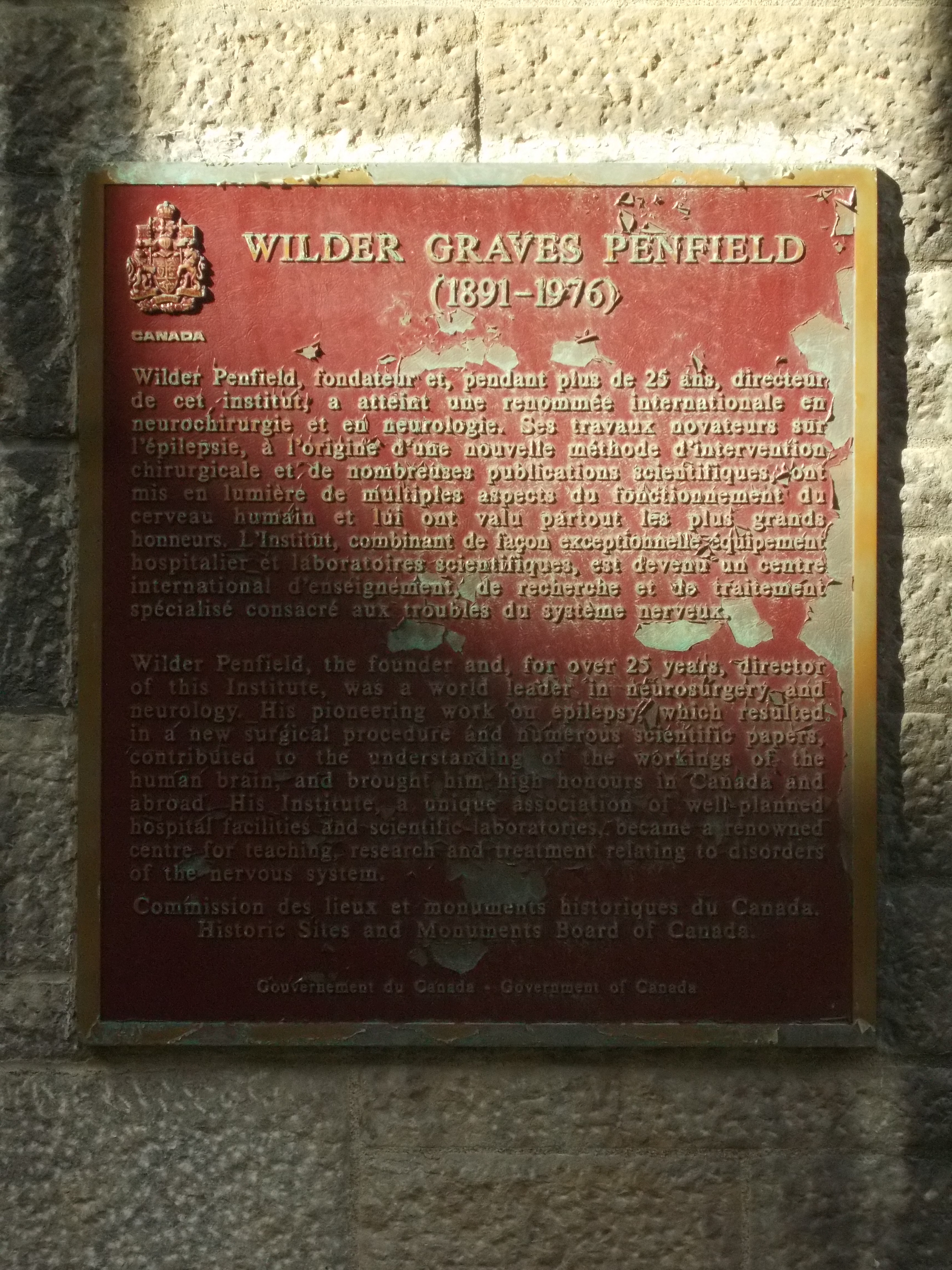
麥基爾大學中紀念潘菲尔德的聯邦歷史標誌

牛津大學的羅德樓掛有潘菲尔德的肖像。1943年潘菲尔德被选为英国皇家学会会士。1988年，加拿大政府將潘菲尔德列入国家历史人物（National Historic Persons）。因此，加拿大歷史遺址和紀念碑董事會和加拿大公园管理局在蒙特利尔麦基尔大学校园的大学街（University Street）以其命名的大樓上樹立联邦历史标志。1991年3月15日，加拿大邮政发行了纪念潘菲尔德的邮票。2018年1月26日，部份国家Google首頁標誌改為以潘菲尔德為主題的涂鸦，紀念他127周年冥誕。
蒙特利尔皇家山的杜博特菲尔德大道（Avenue du Docteur-Penfield，45°30′01″N 73°34′59″W / 45.500342°N 73.583103°W）以潘菲尔德為名（1978年10月5日命名）。这条大道的一部分与麦基尔大学的校园毗邻，和威廉·奧斯勒爵士步道（Promenade Sir-William-Osler）相交，意味着医学历史学家等可安排“與奥斯勒和潘菲尔德见面”自娱。
莱斯特·皮尔逊学校董事会亦成立怀尔德·潘菲尔德小学，以纪念他对蒙特利尔公共部门的贡献，特别是他对进一步发展教育的兴趣。
十座建筑之一的潘菲尔德大楼以这位神经外科医生命名。
密尔沃基的潘菲尔德儿童中心（Penfield Children's Center）以潘菲尔德博士命名。